# (9287) 1981 ER43
(9287) 1981 ER43 — астероїд головного поясу, відкритий 6 березня 1981 року.
Тіссеранів параметр щодо Юпітера — 3,274.